# Sulfiredossina
La sulfiredossina è un enzima appartenente alla classe delle ossidoreduttasi, che catalizza la seguente reazione:
perossiredossina-(S-idrossi-S-ossocisteina) + ATP + 2 R-SH ⇄ perossiredossina-(S-idrossicisteina) + ADP + fosfato + R-S-S-R
Nel corso della reazione della perossiredossina numero EC 1.11.1.15, il suo residuo di cisteina è ossidato ad acido solfenico, S-idrossicisteina, e poi di nuovo ridotto a cisteina. Occasionalmente, il residuo S-idrossicisteina è ulteriormente ossidato ad acido solfinico, S-idrossi-S-ossocisteina, inattivando l'enzima. La reduttasi fornisce un meccanismo per la rigenerazione della forma attiva della perossiredossina, come la forma perossiredossina-(S-idrossicisteina). Apparentemente, la reduttasi prima catalizza la fosforilazione del gruppo -S(O)-OH, per mezzo di ATP, per produrre -S(O)-O-P, che è attaccato dalla perossiredossina tramite il residuo di cisteina, formando un ponte -S(O)-S- tra i due enzimi. Successivamente rompe questo legame, lasciando la perossiredossina come acido solfenico e la reduttasi come tiolo.